# Haluk Bilginer
Nihat Haluk Bilginer (Izmir, 5. lipnja 1970.), turski je kazališni, filmski i televizijski glumac. Pored svoje glumačke karijere u Turskoj, radio je i u Ujedinjenom Kraljevstvu i ostao je najpoznatiji po ulozi Mehmeta Osmana u televizijskoj sapunici EastEnders tijekom 1980-ih. Također je glumio u hollywoodskim filmovima kao sporedni glumac. Igrao je zlikovca gerilskog vođu u komediji Ištar iz 1987. i turskog mafijaša u mračnoj komediji iz 2001. godine Buffalo Soldiers.
Za svoju ulogu u mini-seriji Ličnost, dobio je međunarodni Emmy za najboljeg glumca (2019.)

## Životopis
Bilginer je rođen u Izmiru u Turskoj. Diplomirao je na Državnom konzervatoriju u Ankari 1977. prije nego što je otišao u Englesku gdje je diplomirao na londonskoj akademiji za glazbu i dramsku umjetnost. Prvu ulogu dobio je u sapunici EastEnders (1985.). Bilginer se prvi put pojavljuje u EastEnders-u (1985.) kao Mehmet Osman na ekranu u lipnju 1985., četiri mjeseca nakon što je serija prvobitno emitirana. Mehmet je prikazan kao šarmer, nevaljalac i ženskaroš.
Bilginer je otišao u kazališne vode nakon što je napustio EastEnders (1985.). Došao je u Tursku glumiti u TV seriji Gecenin Öteki Yüzü (1987.), gdje je upoznao svoju prvu suprugu Zuhal Olcay, tursku glumicu i pjevačicu. Nakon što je šest godina provodio naizmjenično i u Londonu i Istanbulu, odlučio se za život u Turskoj i oženio se sa Zuhal 1992. Gostovao je u epizodi The Young Indiana Jones Chronicles (1992.) kao Ismet Inönü, i nastavio glumiti u filmu Yavuza Özkana İki Kadın (1992.). Zatim je glumio u raznim filmovima, uključujući kontroverzni Istanbul Beneath My Wings (1996.) i Sawdust Tales (1997.). Poslije priznanja kritike za ove uloge, dobio je svoju prvu nagradu kao sporedni glumac u filmu Innocence (1997.).
Veliko međunarodno priznanje dobio je za svoje uloge u filmu Zimski san (2014.) i u mini-seriji Ličnost (2018.)